# ОРДО
„ОРДО“ (на немски: ORDO – Jahrbuch für die Ordnung von Wirtschaft und Gesellschaft, в превод: ОРДО – годишно издание за икономическо и социално устройство), изписвано и с малки букви – напр. за ордоикономисти, ордолиберали, е научно списание в Германия, съдържащо рецензирани публикации в областта на икономическите и социалните науки.

## История
Издава се за първи път през 1948 г. от германските икономисти Walter Eucken и Франц Бьом. Списанието е главното място за научни дискусии на Фрайбургската школа. Годишникът се превръща в основа за създаване на понятието „ордолиберализъм“ (Ordoliberalismus). В „ОРДО“ се разработват теоретичните основи на социалната пазарна иконимика (Soziale Marktwirtschaft) – основния икономически модел, характерен за Източна и Западна Европа в ерата на Студената война.
Днес въпросите на икономичския и социален ред се разглеждат от интердисциплинарна общественоикономическа перспектива, като икономическите и юридическите статии са преобладаващи в сравнение с политико-научните, социологическите и филосфските.
Статиите се публикуват на немски и английски език. Има онлайн версия със специализирани условия на плащане. Общите данни и анотациите на статиите са свободно достъпни.

## Автори
В „ОРДО“ се съдържат публикации на изтъкнати Нобелови лауреати – Джеймс Бюканън, Милтън Фридман, Фридрих Хайек, Джордж Стиглер, както и Франц Бьом, Валтер Ойкен, Вилхелм Рьопке, Франк Найт, Ървин Кристъл, Алфред Мюлер-Армак и Карл Попър.